# Ingrid Redlich-Pfund
Ingrid Redlich-Pfund (* 1947 in Gratwein, Österreich) ist eine deutsche Malerin und Grafikerin.

## Leben
Ingrid Redlich-Pfund studierte Malerei und Grafik an der Universität Essen/Folkwangschule und der Europäischen Akademie für Bildende Kunst in Trier. 1989 erhielt sie den Kunstpreis des Landkreises Fürstenfeldbruck. Sie lebt und arbeitet in Eichenau. Ihre Bilder hängen u. a. in Budrio, Eichenau und Washington, D.C.
Die Künstlerin ist Mitglied der Künstlervereinigung Fürstenfeldbruck sowie des BBK München und Oberbayern.
Auf ihrer Webseite gibt die Künstlerin näher Auskunft über sich.

## Werke
2003 waren im Besitz der Gemeinde Eichenau die Bilder „Cirulla“, „Ohne Titel“ und „Der Manager“.

## Ausstellungen
Ingrid Redlich-Pfund beteiligte sich seit 1981 an zahlreichen Ausstellungen.
- Eichenau, 2007, sechs getriebene Messingbleche in der Ausstellung EichenArt des Kulturvereins FreiRaum e. V.